# アマデオ・デ・ソウザ＝カルドーゾ
アマデオ・デ・ソウザ＝カルドーゾ（Amadeo de Souza-Cardoso、1887年11月14日 - 1918年10月25日）はポルトガルの画家である。ポルトガルにおける前衛絵画のパイオニアだった。

## 略歴
ポルトガル、ノルテの村マニュフェ(Manhufe)の豊かな家に生まれた。コインブラの法律学校に入学するが、1905年に法律学校を退学し、リスボンの美術学校で建築を学び始めた。この学校にも満足できず1906年にパリにでて、モンパルナスに住み、絵を描き始めた。印象主義や表現主義、キュビスムや未来派の影響を受けたが、それらのラベルを貼られることを望まなかった。
1906年にパリのサロン・ドートンヌで開かれたポール・ゴーギャンの回顧展を見たことがソウザ＝カルドーゾの芸術観に強く作用し、1907年の夏、ポルトガル出身の画家、エドゥアルド・ヴィアナ(Eduardo Viana: 1881-1967)とブルターニュに旅し、ポン＝ラベに滞在した後、ノルマンディーで過ごした。ブルターニュから戻った後、パリで開かれていたポール・セザンヌの回顧展からも新しい啓示を受けた。
1908年に多くの芸術家が住んだパリのシテ・ファルギュイエール(Cité Falguière)に移り、パリ国立高等美術学校や私立学校、アカデミー・ヴィッティ(Académie Vitti)の入学の準備をするが入学することはなかった。1909年にアメリカの美術収集家ガートルード・スタインが住むフルリュース通りに移った。アメデオ・モディリアーニと知り合い友人になり、交友関係はコンスタンティン・ブランクーシ、アレクサンダー・アーキペンコらに広がった。1910年に数か月、ブリュッセルにも滞在した。1911年にアンデパンダン展に作品を出展し、前衛画家の一人として知られるようになった。
1913年にニューヨークなどで開催されたアーモリーショーに8つの作品を送り、その後ポルトガルに戻った。ポルトとリスボンで2つの展覧会を開き、表現主義の作品を多く展示した画廊「Der Sturm」の展覧会にも出展した。第一次世界大戦が始まると、ポルトガルに戻った。パリを離れたことによって絵画の新しいスタイルに移り、1916年にポルトで100点以上の作品を展示する展示会を開き、様々な批評を受けた。
ポルトガルでの活動を続け、1918年10月25日、スペインかぜの流行のために、ポルトガルのエスピーニョで35歳で死去した。

## 作品

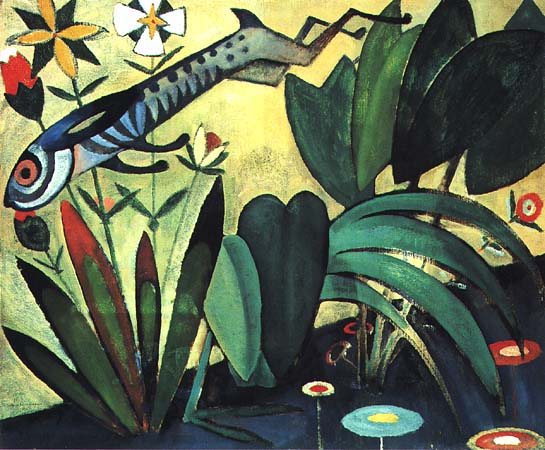
ウサギの跳躍 (1911)
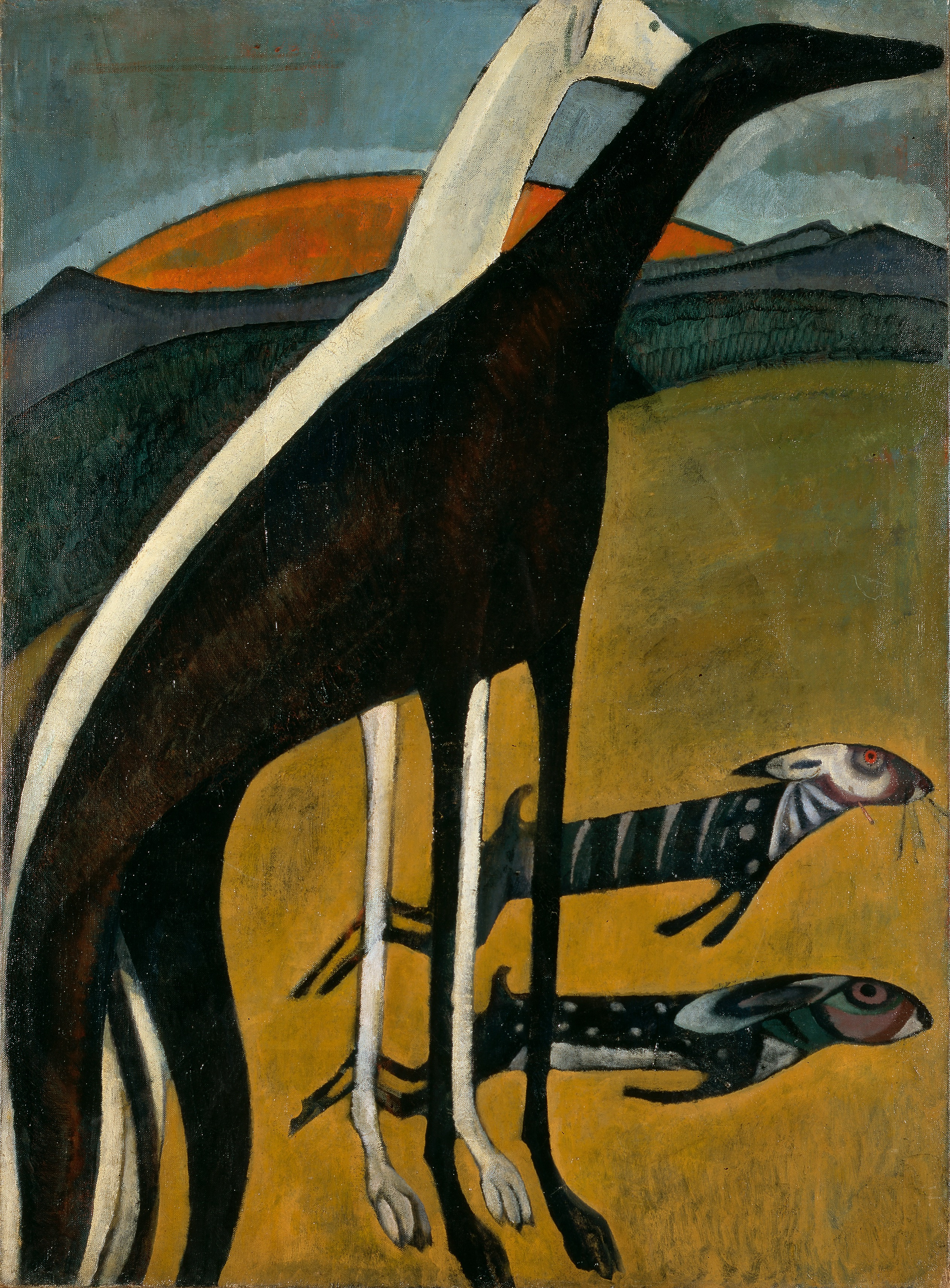
グレーハウンド(1911)
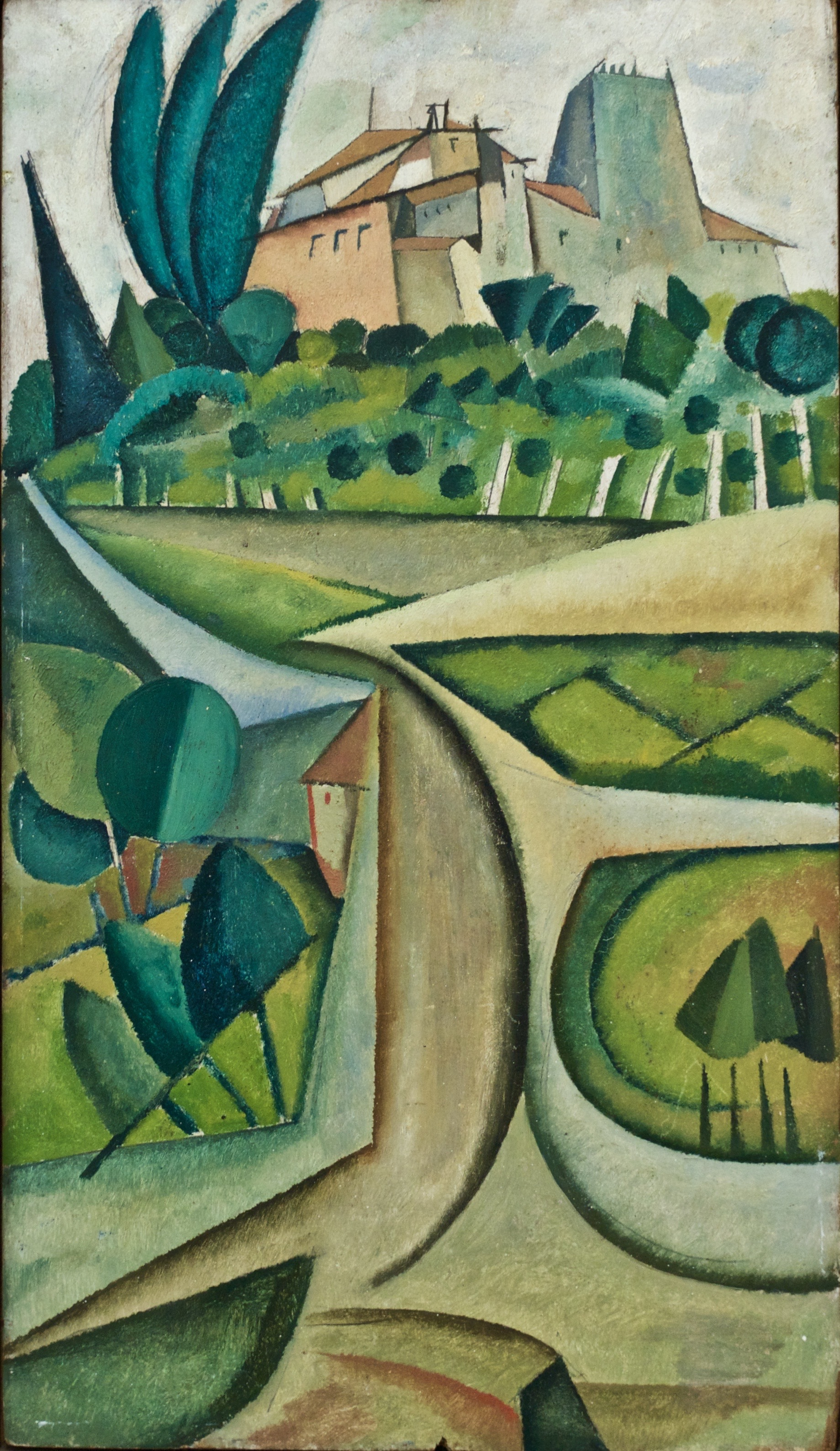
Manhufe Landscape (c.1912-1913)
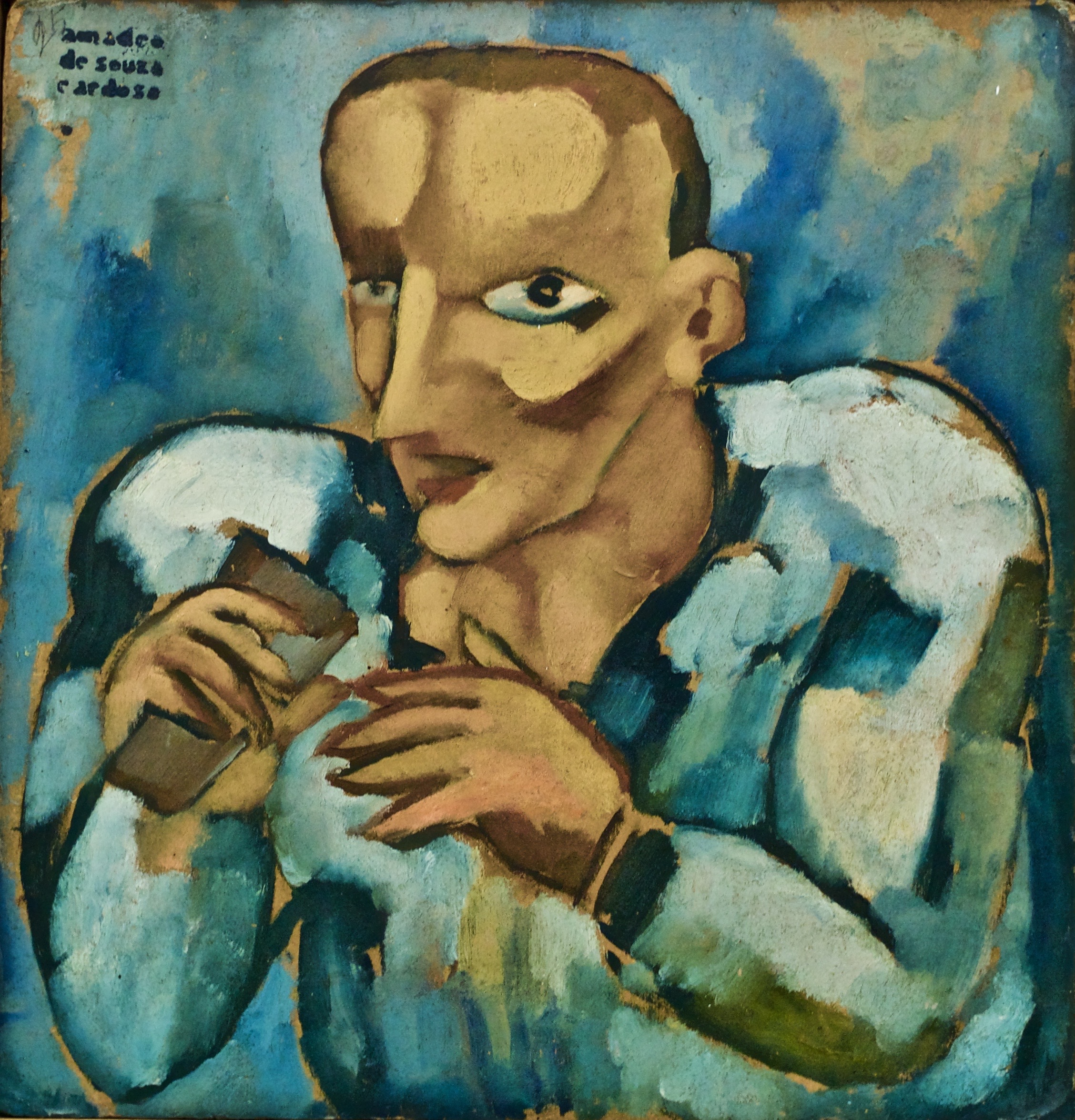
O Rata (1914/1915)
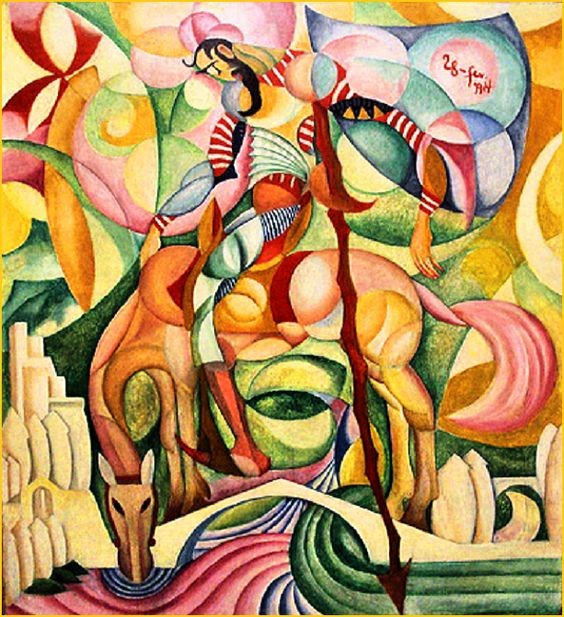
ドン・キホーテ(1914)
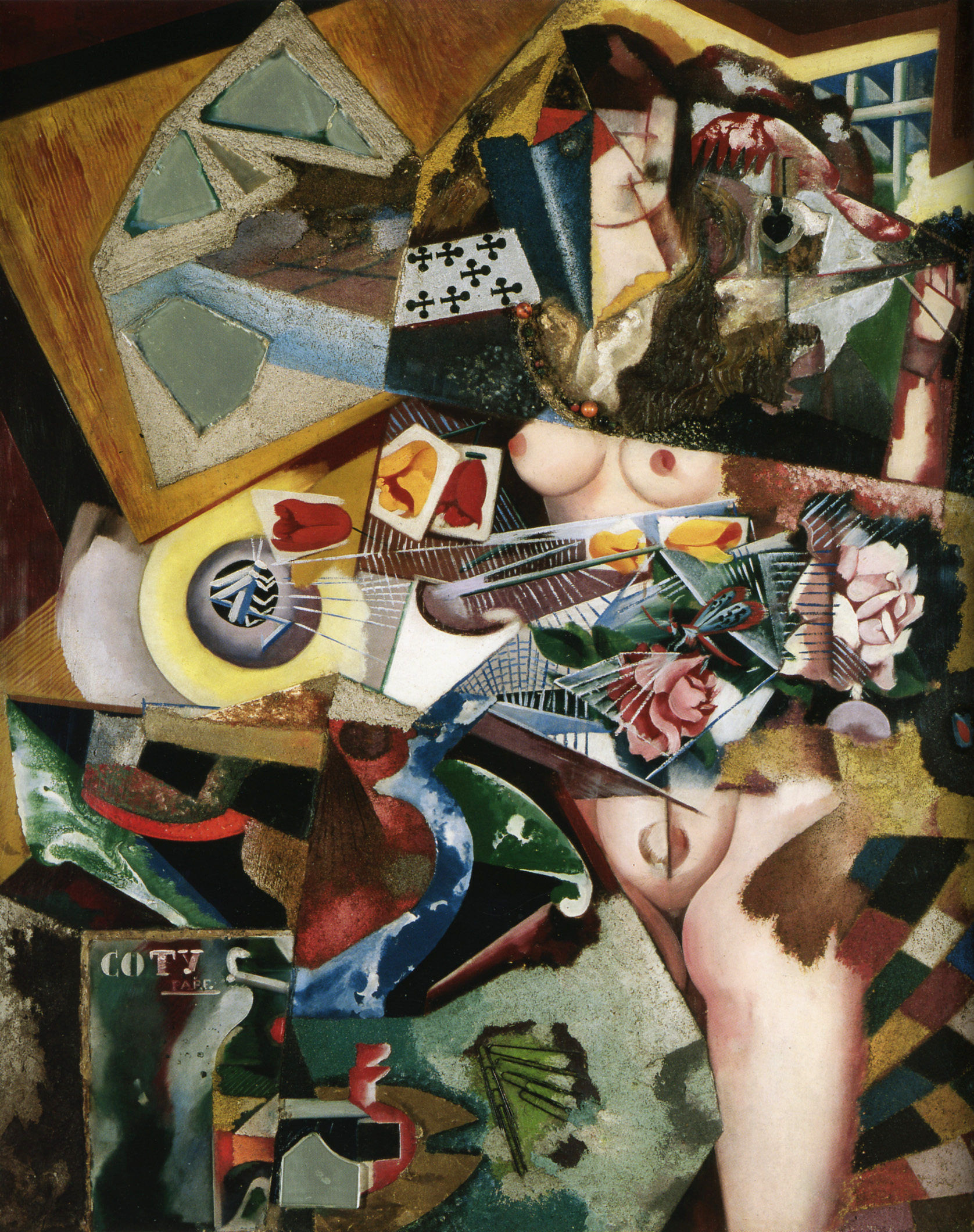
Coty (1917)
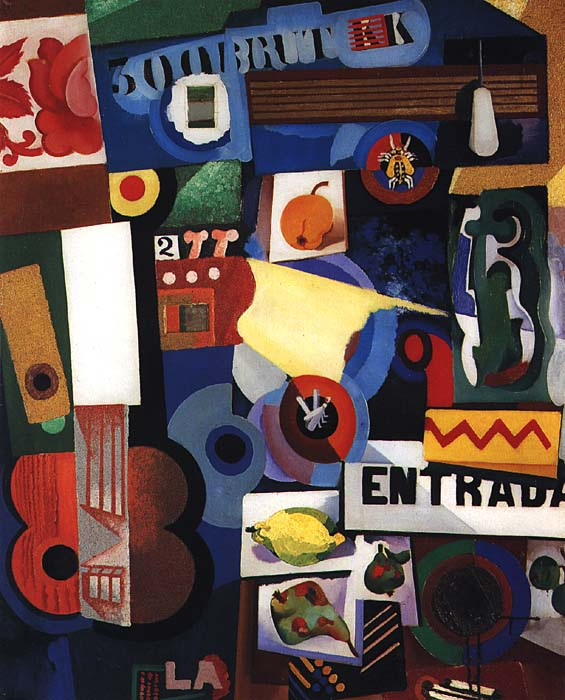
Entrada (1917)
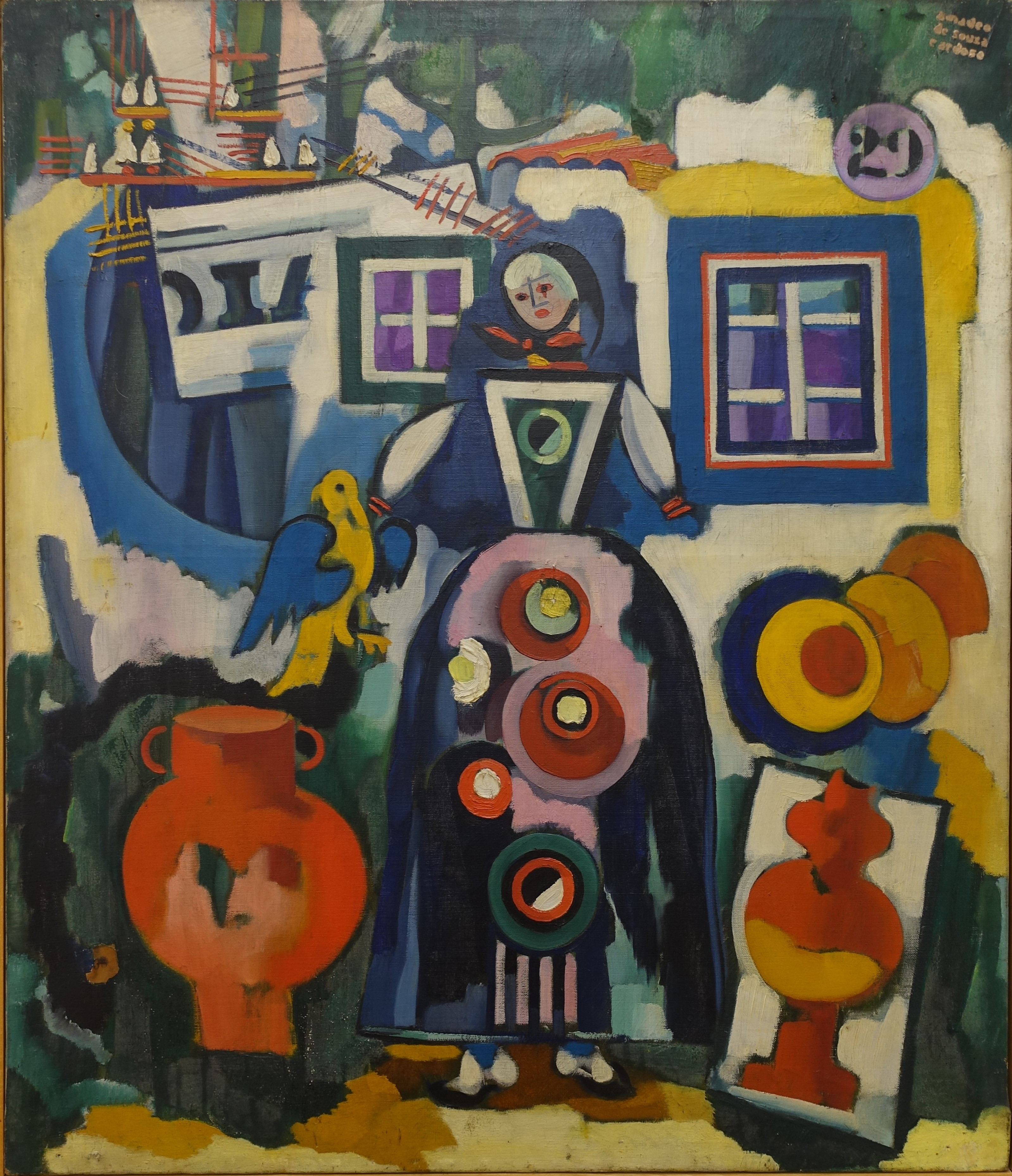